# Apagomerina lampyroides
Apagomerina lampyroides là một loài bọ cánh cứng trong họ Cerambycidae.